# Karl Meinhardt
Karl Meinhardt (* 27. September 1885 in Erfurt; † 17. Dezember 1951 ebenda) war ein deutscher Architekt des Neuen Bauens in Erfurt.

## Leben
Er war Sohn des Erfurter Taubstummenlehrers Johannes Meinhardt und dessen Ehefrau Maria Meinhardt geb. Bieck und wurde katholisch erzogen. Nach seiner Ausbildung zog er 1911 nach Krefeld. 1919 kehrte er in sein Geburts- und Elternhaus (Gartenstraße 40 in Erfurt) zurück und machte sich als Architekt selbstständig. Dabei gehörte er zum avantgardistischen Künstlerkreis um den Erfurter Museumsdirektor Walter Kaesbach und den Mäzen Alfred Hess. Er war Mitglied im Deutschen Werkbund und im Bund Deutscher Architekten. Seine in den 1920er Jahren entstandenen Bauten sind von den Ideen des Expressionismus und des Weimarer Bauhauses geprägt und zählen zu den frühen deutschen Beispielen dieser Architekturrichtung. Meinhardt starb 1951 im Katholischen Krankenhaus Erfurt an Lungentuberkulose.

## Bauten

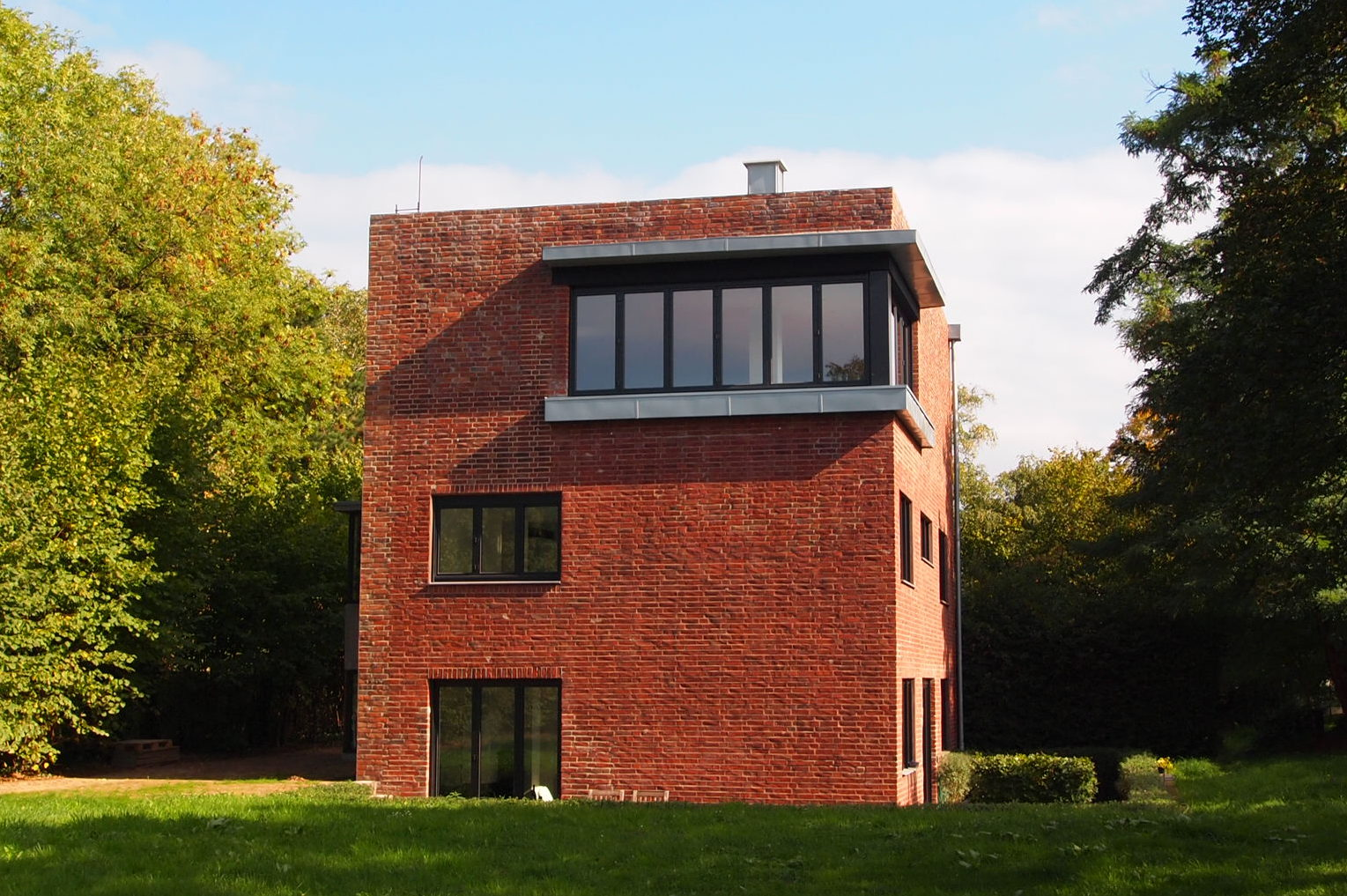
Wohnhaus Kaesbach, Düsseldorf

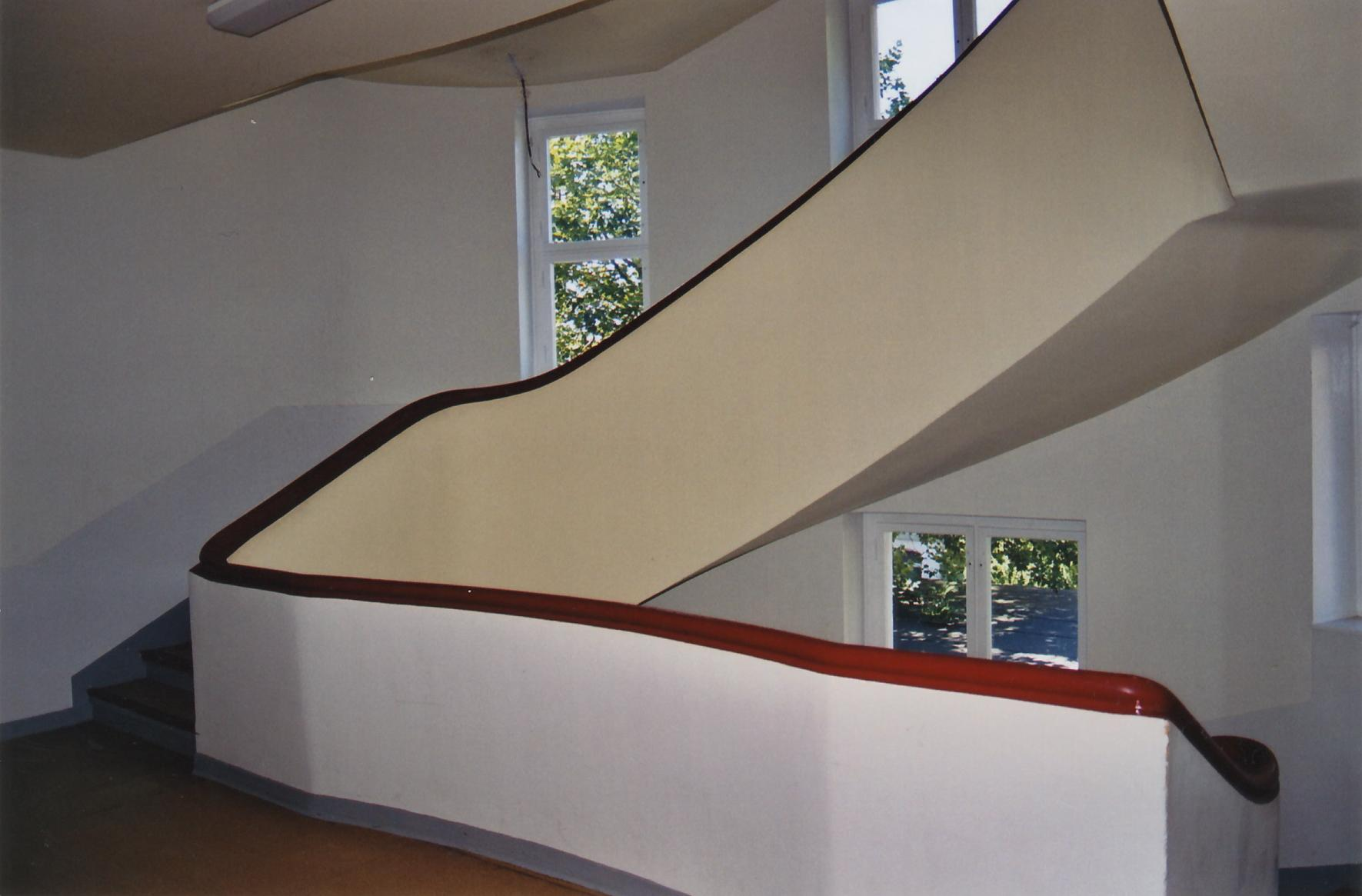
Treppenhaus des ehemaligen Katholischen Krankenhauses Erfurt von 1924

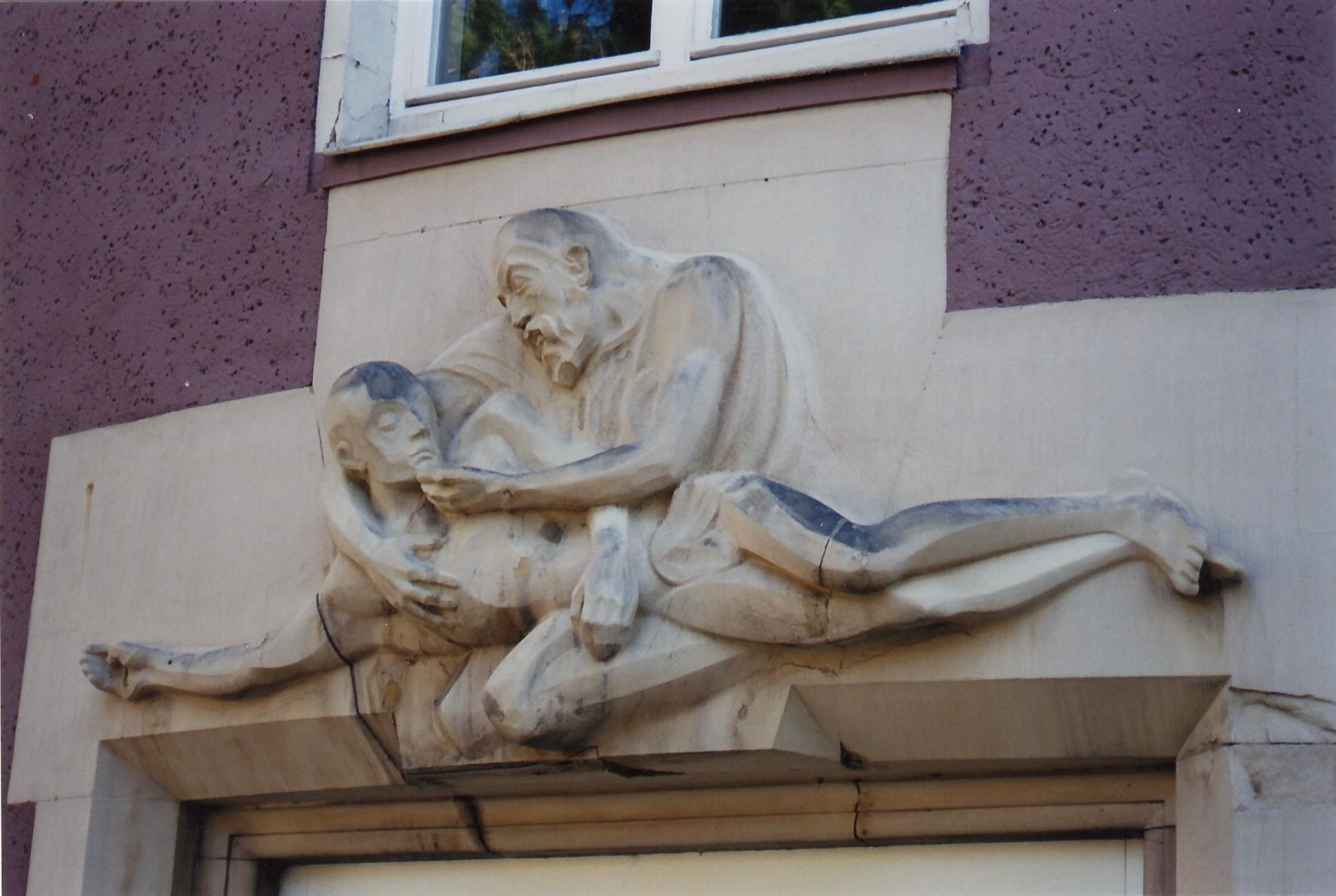
Barmherziger Samariter: Relief am Treppenhausanbau von Haus 1

- 1922/1923: Wohnhaus für Walter Kaesbach in Erfurt, Gorkistraße 11
- 1922–1924: Atelier für den Erfurter Bildhauer Hans Walther
- 1924: Erweiterung des Hauses 1 des Katholischen Krankenhauses St. Johann Nepomuk in Erfurt, Kartäuserstraße 64
- 1925/1926: Neubau des Hauses mit den Privatstationen (Privatklinik) des Katholischen Krankenhauses St. Johann Nepomuk in Erfurt, Victoriastraße (seit 1950: Puschkinstraße) 2
- 1927: Umbau des „Falknerhauses“ in Erfurt, Anger 26
- 1930: Wohnhaus für Walter Kaesbach in Düsseldorf